# Лук'яново (Калінінградська область)
Лук'яново (рос. Лукьяново) — селище Німанського району, Калінінградської області Росії. Входить до складу Жилінського сільського поселення.
Населення —  29 осіб (2015 рік). 